# Impasse Sainte-Pétronille

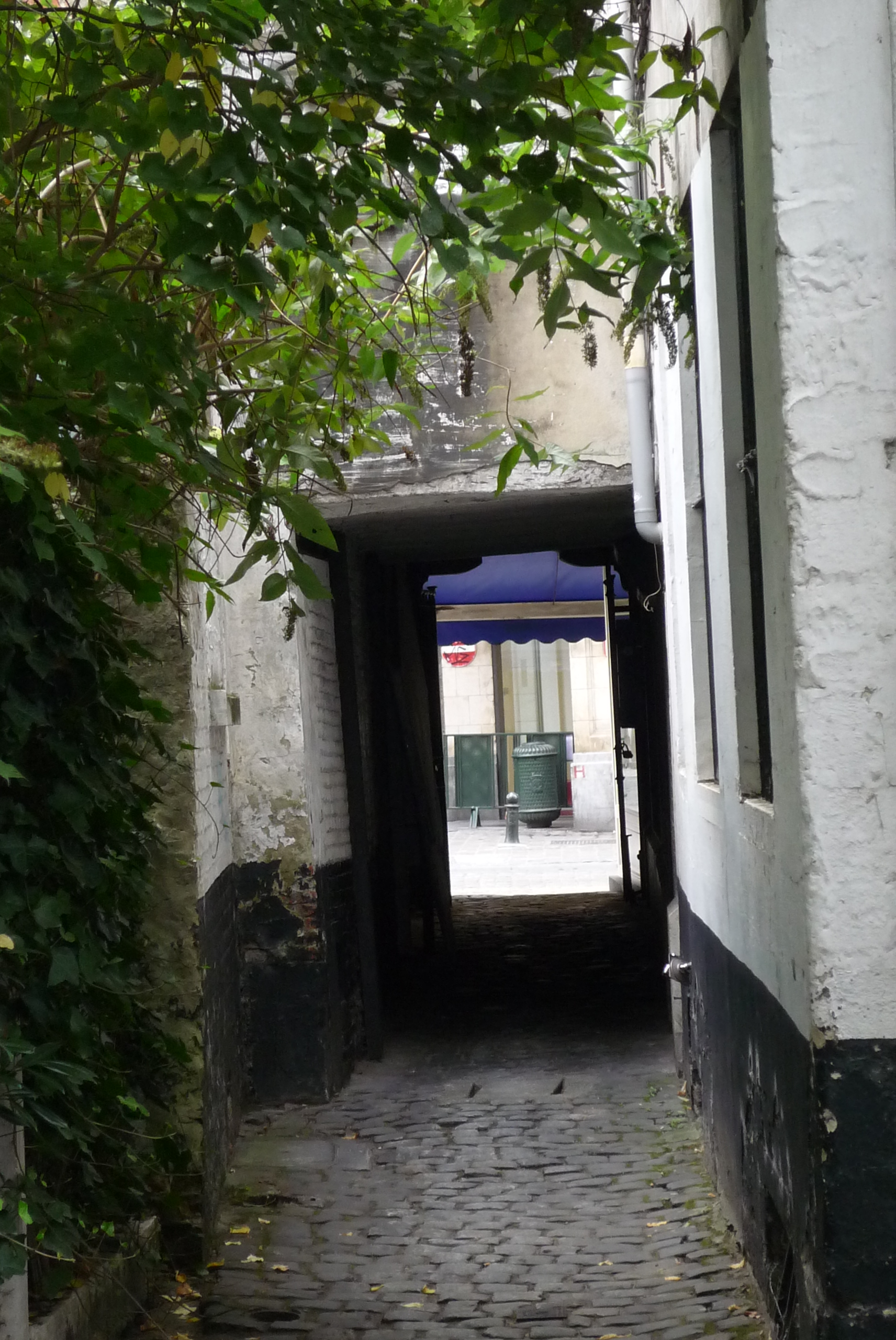
L'impasse Sainte-Pétronille, jadis impasse des Roses, à Bruxelles.

L'impasse Sainte-Pétronille, qui s'appelait avant l'arrêté du 4 mai 1853, impasse des Roses, est une impasse bruxelloise qui commence son parcours entre les numéros 66 et 68 du Marché-aux-Herbes.

## Historique
Elle date du XVIIIe siècle.
En 1866, selon le recensement, elle comptait encore 86 habitants, mais, près d'un siècle plus tard, en 1959, elle n'avait plus qu'un seul habitant le serrurier-poêlier Rouzeeuw, père et fils.

## Anecdote folklorique
Jean d'Osta nous rapporte à son propos l'anecdote suivante, inscrite désormais dans le folklore bruxellois : « En 1968, lors du jumelage de la Commune Libre de l'Îlot Sacré avec la cité de Clochemerle (Vaux-en-Beaujolais), une  "pissotière" avait été solennellement inaugurée dans l'impasse Sainte-Pétronille par le maire de Clochemerle et la Confrérie du Gosier Sec ».